# Caledonian Stadium
El Caledonian Stadium, actualmente conocido como Tulloch Caledonian Stadium por razones de patrocinio, es un estadio de fútbol situado en la zona de Longman, Inverness, Escocia. El estadio es sede de los partidos en casa del Inverness Caledonian Thistle, equipo de la Premier League de Escocia.

## Historia
El Inverness Caledonian Thistle fue fundado en 1994 por la fusión de dos clubes de la Liga Highland, el Caledonian y el Inverness Thistle. Entre 1994 y 1996, el nuevo club jugó sus partidos de local en Telford Street Park, que había sido el estadio del Caledonian. Sin embargo, una de las promesas hechas al ganar la entrada en la Liga Escocesa de Fútbol (SFL) era que iban a trasladarse a un terreno de nueva construcción en agosto de 1995. Cuatro sitios fueron considerados hasta principios de 1995, cuando el consejo de Highland dio su aprobación a un sitio llamado East Longman, junto a la carretera A9 y el puente de Kessock. Este sitio tuvo que superar los requisitos del Fideicomiso del Puerto local que los reflectores del estadio podría interferir con el tráfico en Moray Firth y la necesidad de una vía de acceso para aliviar el tráfico de la autopista A9. El Inverness District Council aprobó los planes y autorizaron 900 000 libras de los fondos públicos para cubrir un déficit de financiación.

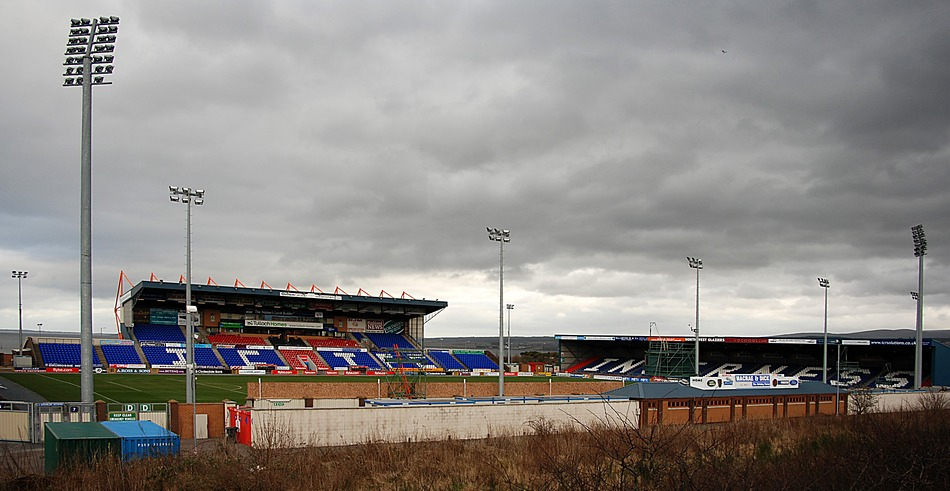
Vista exterior del estadio.

La SFL amplió el plazo de un nuevo estadio para 1996, pero el Consejo de Distrito se proporcionó asesoramiento jurídico de que los fondos públicos sólo podrían proporcionar en condiciones controladas, lo que provocó demoras. El club amenazó con dimitir de la SFL si los fondos no llegaban, pero al final el Consejo de Distrito concedió los fondos en diciembre de 1995. El estadio abrió sus puertas en noviembre de 1996 y celebró su primer partido SFL, un empate 1-1 entre Caledonian Thistle y Albion Rovers. El estadio contaba con 5000 espectadores y costó alrededor de 5,2 millones de libras. Fue financiado con la venta de los terrenos antiguos del Caledonian Thistle Inverness por 1,1 millones, la concesión de Inverness District Council, 500 000 de la Fundación de Fútbol y el resto fue proporcionado por la empresa Inverness and Nairn Enterprise Board, patrocinadores y aficionados.
Cuando el club ganó la Primera División en 2004, se encontraron con el problema de que el estadio Caledonian no cumplió con las normas sobre los criterios de estadio de la Scottish Premier League (SPL), que dice que un estadio precisa de, al menos, 10 000 asientos. El Caledonian Stadium tenía una capacidad total de 6280 plazas y sólo 2280 eran sentados. El Inverness CT acordó compartir estadio con el Aberdeen en Pittodrie. La SPL inicialmente rechazó la solicitud de compartir los estadios, pero la aceptó en la apelación. La SPL también votó a favor de reducir el requisito de asiento de 10 000 a 6000 espectadores sentados. El Inverness CT jugó en Pittodrie las dos primeras jornadas de la temporada 2004-05, mientras que las obras de reurbanización se llevaron a cabo en el estadio Caledonian.
La remodelación de 2004-05 incluyó la construcción de dos nuevas tribunas en los extremos del terreno de juego, lo que hizo que el estadio tuviese todas sus localidades sentadas y aumentó su capacidad a más de 7500 plazas. Estas bases fueron construidas en unos notables 47 días por la Compañía Constructora Tulloch, que son también el mayor accionista del club. Como Tulloch también pagó parte del costo de desarrollo, se añadió Tulloch al nombre del esatdio al finalizar el trabajo.
El club agregó una tribuna muy pequeño, frente a la tribuna principal la "tribuna oeste". Con una capacidad de alrededor de 400 espectadores, la tribuna era la más pequeña de la Scottish Premier League. Hay planes para construir una tribuna oeste similar a la principal, pero una tubería de gas en la zona puede causar un problema. De completarse esta obra, el estadio tendría una capacidad de alrededor de 10 000 espectadores sentados.